# فینال جام یوفا ۱۹۹۹
فینال جام یوفا ۱۹۹۹، رقابت پایانی جام یوفا در سال ۱۹۹۹ میلادی است که مابین دو تیم باشگاه فوتبال پارما و باشگاه فوتبال المپیک مارسی برگزار شده‌است.
این مسابقه که در تاریخ ۱۲ مه ۱۹۹۹ انجام شده‌است با نتیجه ۳ بر صفر به سود تیم باشگاه فوتبال پارما به پایان رسید.